# Tyrannochthonius aralu
Tyrannochthonius aralu är en spindeldjursart som beskrevs av Chamberlin 1995. Tyrannochthonius aralu ingår i släktet Tyrannochthonius och familjen käkklokrypare. Inga underarter finns listade i Catalogue of Life.